# Stygnus polyacanthus
Stygnus polyacanthus – gatunek kosarza z podrzędu Laniatores i rodziny Stygnidae.

## Występowanie
Gatunek wykazany z Brazylii.